# جک هنری
جک هنری (انگلیسی: Jack Henry) شرکت نرم‌افزار آمریکایی است، که در سالز۱۹۷۶ تأسیس شد.